# Więzienie Abu Ghurajb

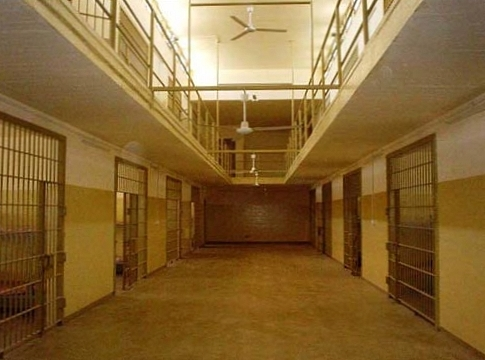
Więzienie Abu Ghurajb

Więzienie Abu Ghurajb (arab. ‏سجن أبو غريب‎) – więzienie w Abu Ghurajb w środkowym Iraku, położone blisko Bagdadu, miejsce tortur więźniów irackich przez żołnierzy amerykańskich w 2003 roku.   

## Historia
Więzienie zostało wybudowane w latach 60. XX w. ok. 32 km na zachód od Bagdadu. Teren więzienia zajmuje ponad 280 akrów (110 ha). Podczas rządów Saddama Husajna pełnił funkcję zakładu karnego, w którym przetrzymywano zarówno więźniów kryminalnych jak i politycznych. Liczba uwięzionych w Abu Ghurajb w okresie rządów Husajna nie jest znana. Więźniowie polityczni byli poddawani torturom i często wykonywano tu wyroki śmierci. W październiku 2002 roku Husajn ogłosił amnestię i wszyscy więźniowie Abu Ghurajb zostali uwolnieni. Więzienie zostało splądrowane w 2003 roku. 
Po rozpoczęciu II wojny w Zatoce Perskiej ośrodek przeszedł w ręce United States Army, został odremontowany i przekształcony w miejsce przetrzymywania ludzi podejrzanych o bycie rebeliantami lub terrorystami. Jak się później okazało, zdecydowaną większość przetrzymywanych stanowiły osoby cywilne. Komendantem ośrodka była generał Janis Karpinski.
W kwietniu 2004 roku media opublikowały zdjęcia zrobione przez żołnierzy amerykańskich – strażników w Abu Ghurajb – przedstawiające rozebranych i upokarzanych więźniów, często w towarzystwie uśmiechających się żołnierzy amerykańskich. W maju 2004 roku     
amerykański dziennikarz Seymour Hersh w tygodniku The New Yorker ujawnił rozliczne przypadki torturowania więźniów przez amerykańskich żołnierzy, powołując się na tajny raport generała Antonia Taguby. Do tortur należało m.in.:
- pobicia (w tym śmiertelne),
- skakanie po ranach postrzałowych,
- oblewanie kwasem fosforowym,
- okładanie rannych metalową pałką,
- uderzanie więźniem o mur,
- rażenie prądem,
- szczucie psami,
- tzw. „pająk” – związywanie razem (sześciu) stojących więźniów przy pomocy sznura, za narządy płciowe i popychanie jednego z nich,
- wiązanie kończyn i penisów drutem, a następnie przeciąganie po podłodze,
- wahadło,
- wkładanie przedmiotów w odbytnicę,
- gwałty (również na niepełnoletnich),
- oddawanie moczu na więźniów, poniżanie seksualne, straszenie śmiercią, zmuszanie do leżenia na sobie i stania wielu godzin w tej samej pozycji z workiem na głowie itd.

Aby skruszyć niektórych więźniów, torturowano członków ich rodzin, w tym niepełnoletnie dzieci.
W wyniku skandalu, jaki wybuchł po ujawnieniu tych informacji, kilku wojskowych skazano na kary pozbawienia wolności, m.in. Lynndie England i Charles Graner. Ówczesnej komendantce więzienia generał Janis Karpinski obniżono w 2005 roku stopień wojskowy do pułkownika.
Według generała Taguby, na sprawę tortur w Abu Ghurajb nie należy patrzeć jak na samowolne działania kilku żołnierzy. Zebrane przez niego dowody wskazują jednoznacznie na udział agentów CIA, wywiadu wojskowego oraz wysokich rangą urzędników Pentagonu. 
We wrześniu 2006 więzienie przekazano władzom irackim. W lutym 2009 roku więzienie ponownie otwarto jako Centralny Zakład Karny Bagdadu, który zamknięto w 2014 roku.